# Giganți de foc

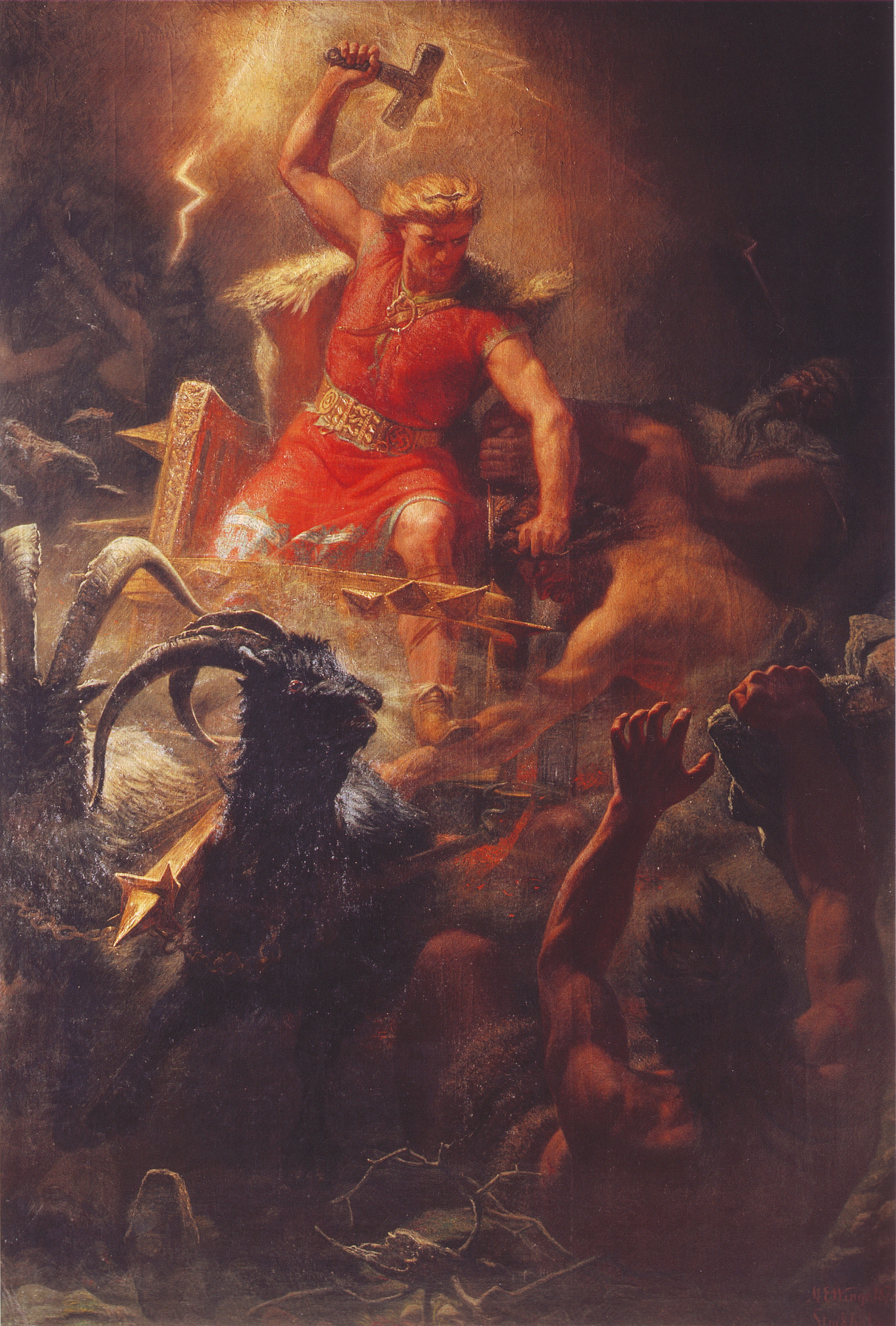
Thor luptându-se cu giganții de foc (pictură de Mårten Eskil Winge)

Giganții de foc sunt niște creaturi fantastice din mitologia scandinavă, care reprezintă un neam de giganți acoperiți de foc. Conform legendei, ei trăiesc în lumea focului etern, Muspelheim.
Acest articol referitor la mitologia nordică  este deocamdată un ciot. Puteți ajuta Wikipedia prin completarea lui!